# Martina Majerle

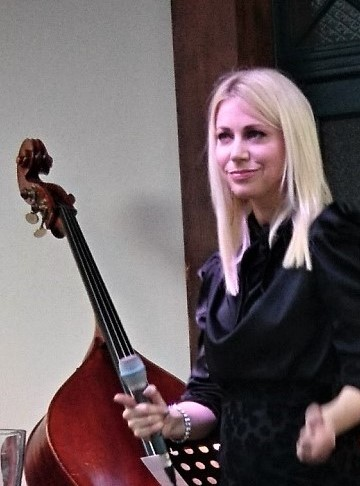
A cantora Martina Majerle

Martina Majerle é uma cantora proveniente da Eslovénia.

## Festival Eurovisão da Canção
Martina Majerle foi seleccionada, juntamente com o grupo musical Quartíssimo, a 1 de fevereiro de 2009, pela Eslovénia para representar o país em Moscovo, naquele que seria o Festival Eurovisão da Canção 2009.